# Charles-Henri Sanson
Charles-Henri Sanson (15 de febrero de 1739 – 4 de julio de 1806) fue un verdugo francés durante el reinado de Luis XVI. Administró la pena de muerte en la ciudad de París durante cuarenta años, ejecutando a cerca de 3000 personas, entre ellas al propio rey.

## Historia familiar
Charles-Henri Sanson fue el cuarto de una dinastía familiar de verdugos oficiales. Su bisabuelo, Charles Sanson (1658-1695), un soldado del ejército francés, fue designado como verdugo de París en 1684, durante el reinado de Luis XIV, siendo reemplazado por su hijo Charles (1681-1726) tras su muerte. Cuando este último falleció, una regencia fue establecida hasta que su hijo pequeño, Charles-Jean-Baptiste Sanson (1719-1778), alcanzó la madurez. Charles-Henry, el mayor de los diez hijos de Charles-Jean-Baptiste, aprendió el oficio y trabajó con él durante veinte años y, después de la muerte de su padre, prestó juramento al cargo el 26 de diciembre de 1778.